# Placynthium
Placynthium is een geslacht van korstmossen behorend tot de familie Placynthiaceae.

## Soorten
Volgens Index Fungorum telt het geslacht 20 soorten (peildatum april 2024):
| Soortnaam                             | Auteur(s)                  | Publicatiejaar |
| ------------------------------------- | -------------------------- | -------------- |
| Placynthium anemoideum                | (Servít) Gyeln.            | 1938           |
| Placynthium asperellum                | (Ach.) Trevis.             | 1869           |
| Placynthium australiense              | P.M. McCarthy & Kantvilas  | 2014           |
| Placynthium caesium                   | (Fr.) Jatta                | 1900           |
| Placynthium filiforme                 | (Garov. ex Nyl.) M. Choisy | 1951           |
| Placynthium flabellosum               | (Tuck.) Zahlbr.            | 1925           |
| Placynthium garovaglii                | (A. Massal.) Malme         | 1918           |
| Placynthium glaciale                  | Fryday & T. Sprib.         | 2020           |
| Placynthium hungaricum                | Gyeln.                     | 1939           |
| Placynthium lismorense                | (Cromb.) Vain.             | 1909           |
| Placynthium majus                     | Harm.                      | 1913           |
| Placynthium nigrum (Zwarte grafkorst) | (Huds.) Gray               | 1821           |
| Placynthium pannariellum              | (Nyl.) H. Magn.            | 1936           |
| Placynthium petersii                  | (Nyl.) Burnham             | 1922           |
| Placynthium pluriseptatum             | (Arnold) Arnold            | 1889           |
| Placynthium posterulum                | (Nyl.) Henssen             | 2007           |
| Placynthium pulvinatum                | Øvstedal                   | 2009           |
| Placynthium subradiatum               | (Nyl.) Arnold              | 1884           |
| Placynthium tantaleum                 | (Hepp) Hue                 | 1906           |
| Placynthium tremniacum                | (A. Massal.) Jatta         | 1900           |